# Ghiacciaio Ising
Il ghiacciaio Ising (letteralmente, in norvegese: Ghiacciato) è un ghiacciaio situato sulla costa della Principessa Marta, nella Terra della Regina Maud, in Antartide. Il ghiacciaio, il cui punto più alto si trova a circa 2100 m s.l.m., si trova in particolare nei monti Sverdrup, dove fluisce verso nord-est scorrendo tra il monte Isingen e la dorsale Kvitkjolen.

## Storia
Il ghiacciaio Ising è stato fotografato per la prima volta  durante ricognizioni aeree effettuate nel corso della Spedizione Nuova Svevia, 1938-39, ed è stato poi mappato da cartografi norvegesi grazie a fotografie aeree scattate nel corso della spedizione NBSAE (acronimo di "Spedizione antartica Norvegese-Britannico-Svedese"), 1949-52, e della sesta spedizione antartica norvegese, 1956-60, spedizione che lo ha anche battezzato con il suo attuale nome.